# ソールット・スックターウォン
ソールット・スックターウォン（タイ語: โสรัจ สุขถาวร、英語: Sorut Sukthaworn、1964年8月27日 - ）は、タイ王国の外交官。バンコクでの本省勤務、ベトナムやチェコ、台湾、中国での在外勤務を経て、2021年から2024年にかけて在福岡総領事を務めた。チュラーロンコーン大学で国際関係論を専攻した後、小樽商科大学大学院で経営学修士課程を修め、次いで北海道大学大学院で経営人事学博士課程を修めた。

## 経歴
- 1996年: 外務省入省[1]
- 1998年: 外務省アセアン局経済金融政策課 三等書記官[1]
- 2000年: 外務省アセアン局秘書課 二等書記官[1]
- 2001年: 在ベトナムタイ王国大使館 二等書記官[1]
- 2002年: 在チェコタイ王国大使館 二等書記官[1]
- 2005年: 外務省国際機構局国際機構管理課 一等書記官[1]
- 2006年: 外務省次官事務局総務課 一等書記官[1]
- 2007年: 在台北タイ貿易経済弁事処（中国語版、英語版） 一等書記官[1]
- 2011年: 外務省次官事務局財務会計管理室 副課長 参事官[1]
- 2014年: 外務省次官事務局財務会計管理室 課長 公使参事官[1]
- 2016年: 在広州タイ王国総領事館 副総領事[1]
- 2018年: 外務省広報局文化広報課 課長[1]
- 2019年: 外務省次官事務局財務会計管理室 室長[1]
- 2021年: 在福岡タイ王国総領事[1]（9月拝命[2]、10月着任[3]）
- 2024年: 外務省付大使[4]

## 論文
- スックターウォン, ソールット (SUKTHAWORN, Sorut)「タイ大企業の人事管理」『經濟學研究』第44巻第1号、北海道大学經濟學部、1994年6月、53-85頁、ISSN 04516265、NAID 110004464664。